# Mercus-Garrabet
Mercus-Garrabet település Franciaországban, Ariège megyében. Lakosainak száma 1226 fő (2022. január 1.). Mercus-Garrabet Arignac, Arnave, Bompas, Cazenave-Serres-et-Allens, Montoulieu és Saint-Paul-de-Jarrat községekkel határos.

## Népesség
A település népességének változása:
| Lakosok száma | 869  | 972  | 925  | 1119 | 1143 | 1162 | 1199 | 1203 | 1203 | 1226 |
|               | 1968 | 1982 | 1990 | 2006 | 2013 | 2015 | 2017 | 2019 | 2020 | 2022 |